# IT-universitetet i Göteborg

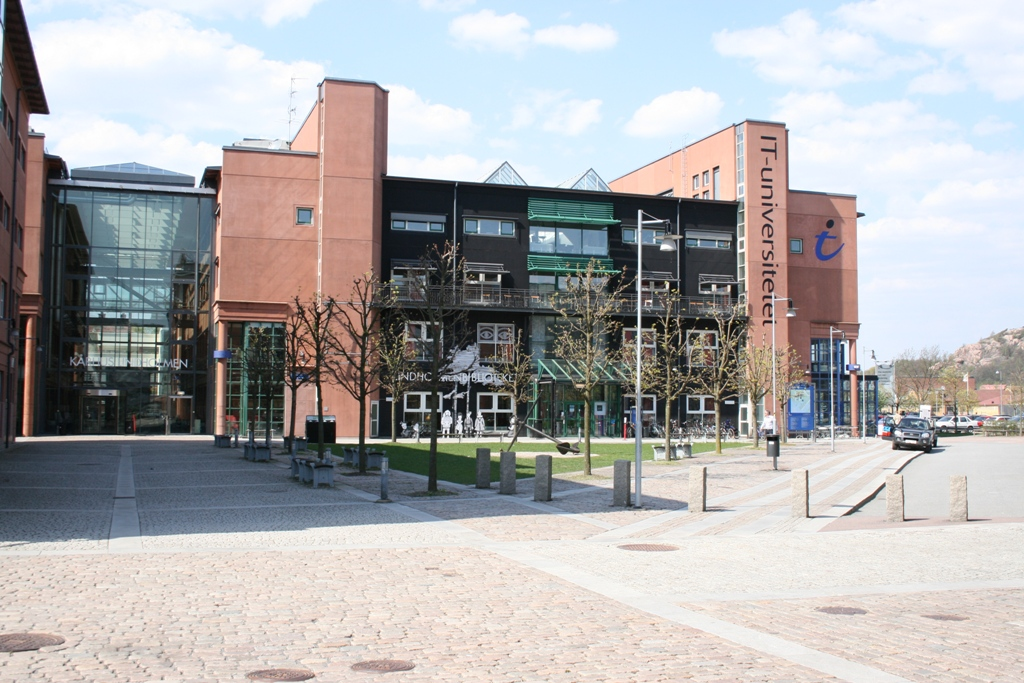
IT-universitetets huvudbyggnad på Campus Lindholmen i Göteborg.

Nätverket IT-universitetet är en gemensam satsning av Göteborgs universitet och Chalmers på forskning och utbildning inom området informationsteknologi. IT-universitetet bedriver ingen egen utbildning eller forskning, men fungerar "som en kopplingsstation mellan verksamheter". IT-universitetet är baserat på Lindholmen.

## Institutioner kopplade till IT-universitetet
- Institutionen för data- och informationsteknik (Chalmers/Göteborgs universitet)
- Institutionen för tillämpad IT (Göteborgs universitet)
- Institutionen för mikroteknologi och nanovetenskap (Chalmers)
- Institutionen för signaler och system (Chalmers)
- Institutionen för filosofi, lingvistik och vetenskapsteori (Göteborgs universitet)

## Historia
2001 startade IT-universitetet på Lindholmen i Göteborg med inriktning på magisterutbildningar inom tillämpad IT. Successivt flyttades därefter institutionen för informatik, som tidigare tillhört Handelshögskolan, över till IT-universitetet. IT-universitetet drevs då som en fakultet vid Göteborgs universitet och en motsvarande enhet på Chalmers. Det innebar att beroende på vilken utbildning som lästes, så avlades examen antingen vid Göteborgs universitet eller vid Chalmers.
2009 bytte IT-universitetets fakultet namn till IT-fakulteten, för att lättare särskilja den från nätverket IT-universitetet.